# 대한민국 형법 제192조
대한민국 형법 제192조는 음용수에 관한 죄에 대한 먹는물사용방해죄 형법각칙의 조문이다. 2020년 12월 8일 전문개정되었으며 2023년 8월 8일 일부개정되어 시행되었다.

## 조문
제192조(먹는 물의 사용방해) ① 일상생활에서 먹는 물로 사용되는 물에 오물을 넣어 먹는 물로 쓰지 못하게 한 자는 1년 이하의 징역 또는 500만원 이하의 벌금에 처한다.
② 제1항의 먹는 물에 독물(毒物)이나 그 밖에 건강을 해하는 물질을 넣은 사람은 10년 이하의 징역에 처한다.

## 구조문
법조항을 일상음용에서 일상생활로, 정수에서 사용되는 물, 음용수에서 먹는 물로, 혼입에서 넣어로 순화하였다.
제192조(음용수의 사용방해) ①일상음용에 공하는 정수에 오물을 혼입하여 음용하지 못하게 한 자는 1년 이하의 징역 또는 500만원 이하의 벌금에 처한다.
②전항의 음용수에 독물 기타 건강을 해할 물건을 혼입한 자는 10년 이하의 징역에 처한다.

## 해설
물을 실제로 마신 사람이 없더라도 처벌한다.

## 같이 보기
- 수돗물